# BV Cloppenburg
El BV Cloppenburg femení és la secció femenina del BV Cloppenburg, un club de futbol alemany que juga al Grup Nord de la 2. Fußball-Bundesliga. Originalment va ser el SV Höltinghausen, que es va sumar al Cloppenburg al 2008. La temporada 2013/14 va debutar a la Bundeslliga, però va descendir.

## Trajectòria
|               | 00/01 | 01/02 | 02/03 | 03/04 | 04/05 | 05/06 | 06/07 | 07/08 | 08/09 | 09/10 | 10/11 | 11/12 | 12/13 | 13/14 | 14/15 | 15/16 |
| ------------- | ----- | ----- | ----- | ----- | ----- | ----- | ----- | ----- | ----- | ----- | ----- | ----- | ----- | ----- | ----- | ----- |
| Bundesliga    |       |       |       |       |       |       |       |       |       |       |       |       |       | 11    |       |       |
| 2. Bundesliga |       |       |       |       |       |       |       |       |       |       | 10    | 3     | 1     |       | 6     | 2     |
| Regionalliga  |       |       |       |       |       |       |       | 2     | 2     | 1     |       |       |       |       |       |       |